# B. E. Taylor
B. E. Taylor (nascido William Edward Taylor; 1951 - 7 de agosto de 2016) foi o vocalista da banda de pop rock BE Taylor Group e um artista solo.[carece de fontes?]